# Marsac, Creuse
Marsac là một xã thuộc tỉnh Creuse trong vùng Nouvelle-Aquitaine miền trung nước Pháp. Xã này nằm ở khu vực có độ cao trung bình 348 mét trên mực nước biển.

## Địa lý
Thị trấn tọa lạc ở trong thung lũng sông Ardour, cự ly khoảng 15 dặm (24 km) về phía tây nam của Guéret tại giao lộ các tuyến đường D42, D914 và tuyến đường D57.

## Dân số
| 1962                                                        | 1968 | 1975 | 1982 | 1990 | 1999 | 2006 |
| ----------------------------------------------------------- | ---- | ---- | ---- | ---- | ---- | ---- |
| 840                                                         | 854  | 857  | 766  | 781  | 727  | 719  |
| Số liệu điều tra dân số từ năm 1962 Dân số chỉ tính một lần |      |      |      |      |      |      |

## Địa điểm nổi bật

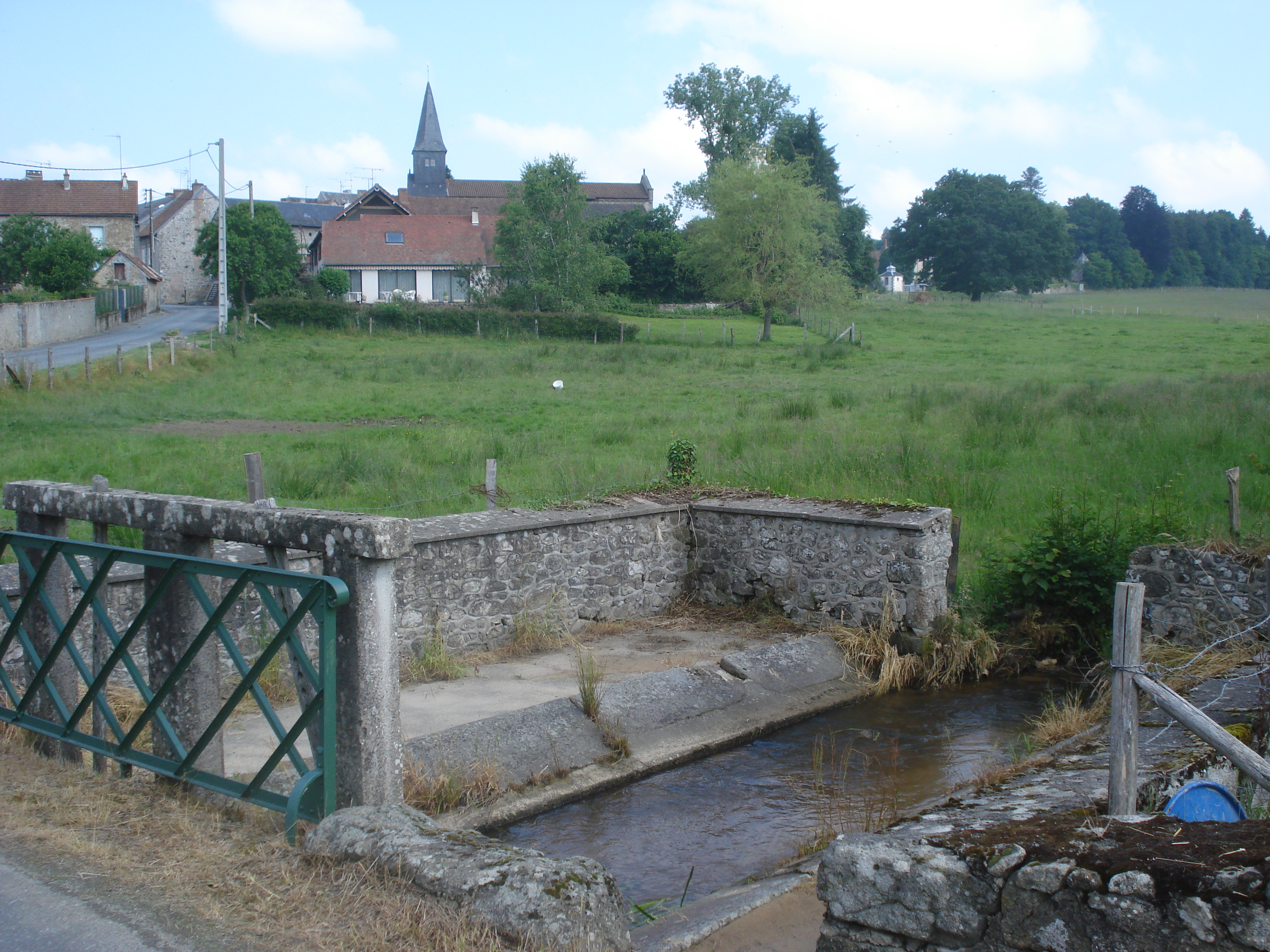
Marsac

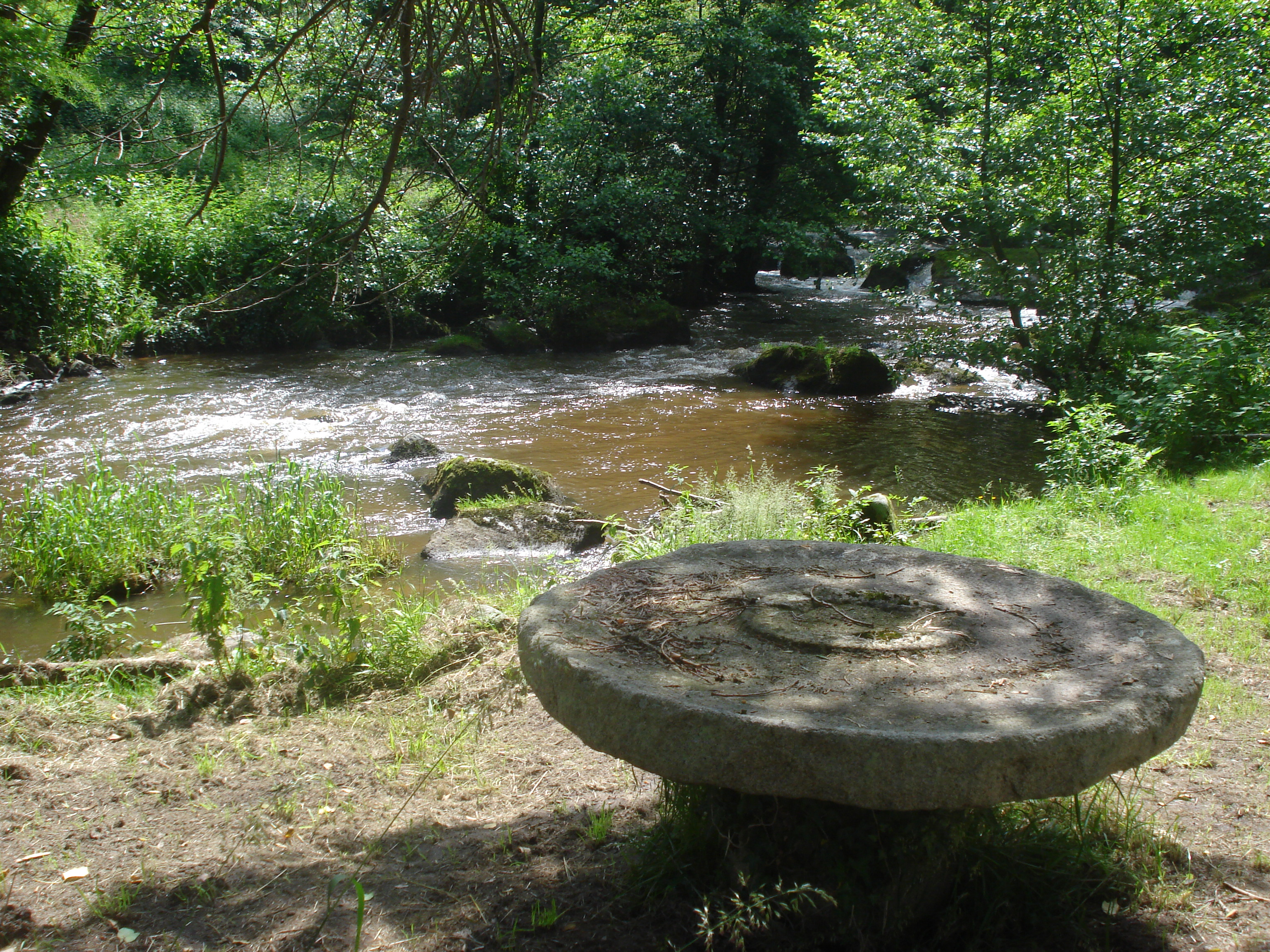
Ardour tại Marsac

- Nhà thờ St.Pierre, từ thế kỷ 13.
- Phế tích lâu đài thế kỷ 15.
- Hai dolmen.
- Nhà thờ Rorgues